# Ferenc Mohácsi
Ferenc Mohácsi (* 25. Oktober 1929 in Budapest, Königreich Ungarn; † 29. April 2025 ebenda) war ein ungarischer Kanute.

## Erfolge
Ferenc Mohácsi begann nach dem Zweiten Weltkrieg als Student mit dem Kanusport, nachdem er zuvor nur Fußball gespielt hatte. Bereits 1947 wurde er im Einer-Kajak auf der 500-Meter-Distanz Dritter bei den ungarischen Juniorenmeisterschaften und wurde ein Jahr danach Teil der ungarischen Nationalmannschaft der Senioren. Ab 1949 trat er schließlich international für Ungarn an. Auf Vereinsebene war er für den Budapesti VSC aktiv.
Mohácsi nahm an den Olympischen Spielen 1956 in Melbourne im Zweier-Canadier teil. Er ging dabei mit Károly Wieland auf der 1000-Meter-Strecke an den Start und qualifizierte sich mit ihm nach einem Sieg im zweiten Vorlauf für das Finale. Nach 4:54,3 Minuten überquerten sie hinter den siegreichen Rumänen Alexe Dumitru und Simion Ismailciuc sowie Pawel Charin und Grazian Botew aus der Sowjetunion als Dritte die Ziellinie und gewannen damit die Bronzemedaille.
Nach den Spielen beendete er seine Karriere im Kanu, blieb aber weiterhin sportlich aktiv. Er war im Skilanglauf aktiv, trainierte aber auch im Sportschießen und im Motorbootsport. Darüber hinaus war er auf Funktionärsebene im Wasserspringen tätig. So gehörte er unter anderem von 1972 bis 1989 dem Exekutivkomitee des Weltverbandes an. Mohácsi schloss 1966 ein Studium in Physical Education ab.